# Dawid Kownacki
Dawid Kownacki (* 14. März 1997 in Gorzów Wielkopolski) ist ein polnischer Fußballspieler. Aktuell steht der Stürmer als Leihspieler von Werder Bremen bei Hertha BSC unter Vertrag.

## Karriere

### Verein

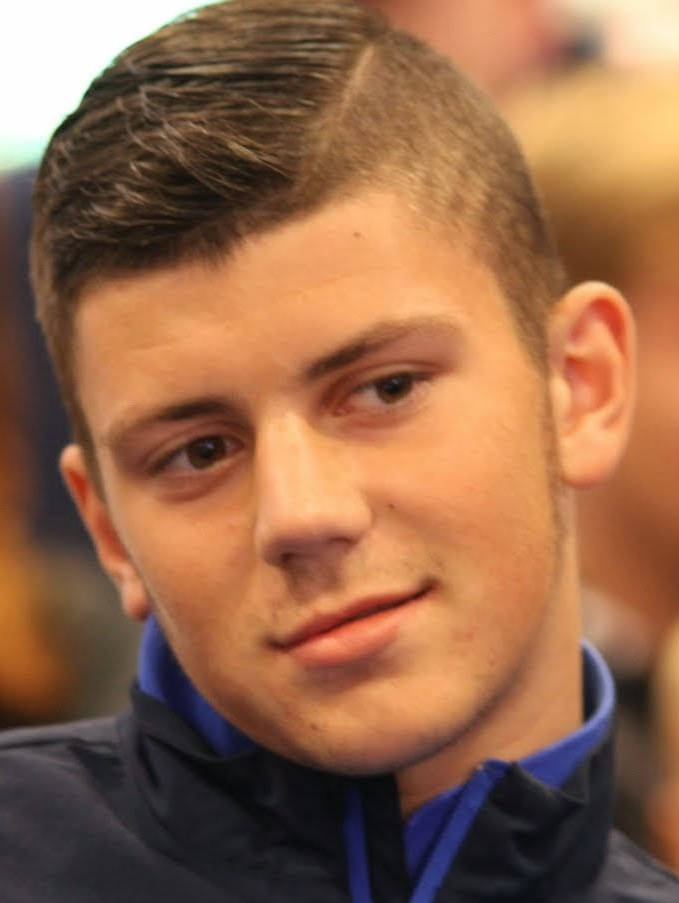
Kownacki (2014)

#### Anfänge in Polen und Italien
Dawid Kownacki spielte in seiner Jugend bis 2005 für GKP Gorzów Wielkopolski, bevor er 2005 als Achtjähriger in die Jugendakademie des Erstligisten Lech Posen wechselte. Dort schaffte er in der Saison 2013/14 den Sprung in die erste Mannschaft. Mittlerweile ist er eine feste Größe in der Mannschaft von Lech Posen und kommt regelmäßig zum Einsatz. Im Sommer 2015 gewann Kownacki mit der Meisterschaft und dem Superpokalsieg seine ersten beiden Titel im Seniorenbereich. Zu der Zeit galt er als eines der größten Talente im polnischen Fußball.
Im Sommer 2017 wechselte Kownacki zu Sampdoria Genua.

#### Fortuna Düsseldorf
Ende Januar 2019 wechselte Kownacki zunächst bis zum Ende der Saison 2018/19 auf Leihbasis in die Bundesliga zum Aufsteiger Fortuna Düsseldorf. Bis zum Saisonende kam er unter dem Cheftrainer Friedhelm Funkel in 10 Bundesligaspielen (7-mal von Beginn) zum Einsatz, in denen er 4 Tore erzielte, darunter einen Doppelpack gegen den FC Schalke 04. Nach einer starken Rückrunde schloss Fortuna Düsseldorf die Saison als bester Aufsteiger auf dem 10. Platz ab.
Zur Saison 2019/20 wurde Kownackis Leihvertrag in Düsseldorf um ein weiteres Jahr verlängert. Nach seinem vierten Einsatz trat Ende September 2019 eine Kaufoption in Kraft, womit Fortuna Düsseldorf die Transferrechte erwarb und sich sein Vertrag bis zum 30. Juni 2023 verlängerte.
Von Februar bis Juni 2022 war er an Lech Posen ausgeliehen, mit dem er polnischer Meister wurde und kehrte dann zur Fortuna zurück.

#### Werder Bremen
Zur Saison 2023/24 wechselt Kownacki ablösefrei zum SV Werder Bremen.
Obwohl Kownacki fünf Treffer in den Testspielen der Vorbereitung erzielen konnte, kam er zu Beginn der Saison im Sturm hinter Niclas Füllkrug und Marvin Ducksch lediglich zu Kurzeinsätzen. Trotz des Wechsels von Füllkrug zu Borussia Dortmund konnte sich Kownacki nicht entscheidend durchsetzen.

#### Fortuna Düsseldorf
Am 20. August 2024 kehrte er auf Leihbasis mit einer Kaufoption zu Fortuna Düsseldorf zurück. Die Kaufoption wurde nicht gezogen.

#### Hertha BSC
Im Sommer 2025 wechselte Kownacki für ein Jahr auf Leihbasis zu Hertha BSC.

### Nationalmannschaft
Am 8. November 2011 debütierte Kownacki als 14-Jähriger für die polnische U-15-Nationalmannschaft und erzielte beim 5:3-Sieg gegen Deutschland drei Tore. In der Folge lief er auch für die U-16-, U-17- und U-19-Nationalmannschaft Polens auf. Mit der polnischen U-21-Nationalmannschaft nahm er an der U-21-Fußball-Europameisterschaft 2017 teil; bei der U-21-Europameisterschaft 2019 führte er seine Mannschaft als Kapitän an. Jeweils scheiterte er mit seiner Mannschaft jedoch in der Vorrunde. Insgesamt absolvierte er 22 U-21-Länderspiele, in denen ihm 15 Tore gelangen.
Dawid Kownacki wurde von Nationaltrainer Adam Nawałka für das EM-Qualifikationsspiel gegen Georgien am 13. Juni 2015 und das Freundschaftsspiel gegen Griechenland am 16. Juni 2015 in den Kader der polnischen Nationalmannschaft berufen. Am 23. März 2018 gab er im Freundschaftsspiel gegen Nigeria seinen Einstand. Bei seinem zweiten Einsatz, dem 4:0-Sieg gegen Litauen, erzielte er seinen ersten A-Länderspieltreffer.
Bei der Weltmeisterschaft 2018 in Russland gehörte er zum polnischen Aufgebot. Er kam zu zwei Einsätzen und schied mit der Mannschaft nach der Gruppenphase aus.
Zur Europameisterschaft 2021 wurde er in den polnischen Kader berufen, kam aber mit diesem nicht über die Gruppenphase hinaus.

### Titel und Erfolge
- Polnischer Meister: 2014/15, 2021/22
- Polnischer Supercupsieger: 2015, 2016
- Torschützenkönig der U21-EM Qualifikation: 2019

## Privates
Kownacki ist Vater einer Tochter (Lena), die seine Freundin Alexandra Adamczak Anfang April 2019 in Polen gebar, und eines Sohnes (Bruno), geboren im November 2022.